# 구속적부심사
|                                                                  |
| 형사소송법                                                       |
| 이념과 구조                                                      |
| 무죄 추정의 원칙 · 자백배제법칙 · 전문법칙                       |
| 증거보전청구권 · 형사보상청구권 · 독수독과이론                   |
| 실체적 진실주의 · 적정절차 · 신속한 재판의 원칙                  |
| 진술거부권 · 접견교통권 · 증거개시제도                           |
| 열람등사권 · 위법수집증거배제법칙                                |
| 법원                                                             |
| 제척 · 기피 · 회피 관할 · 이송 · 법관                            |
| 피고인과 변호인                                                  |
| 피고인 ·변호인 · 성명모용자 · 공동피고인 국선변호인 · 법정대리인 |
| 검사                                                             |
| 기소독점주의 · 검사 동일체의 원칙                                |
| 수사                                                             |
| 함정수사 · 불심검문 · 임의동행 · 동행요구 · 사법경찰관           |
| 구속                                                             |
| 구속영장 · 체포영장                                              |
| 증거법                                                           |
| 정황증거 · 전문증거 · 진술조서 · 진술서 · 실황조사서 · 검증조서  |
| 진술 · 증인                                                      |
| 재판                                                             |
| 공소장 · 공소장일본주의                                          |
| 고소 · 고발 · 고소불가분의 원칙 · 자수                           |
| 상소                                                             |
| 항소, 상고 & 비상상고                                            |
| 다른 7법 영역                                                    |
| 헌법 · 민법 · 형법                                               |
| 민사소송법 · 형사소송법 · 행정법                                 |
| 포털: 법 · 법철학 · 형사정책                                     |
| v • d • e • h                                                    |

구속적부심사(拘束適否審査)는 수사기관의 피의자에 대한 구속의 적부를 법원이 심사하여, 그 구속이 위법·부당하다고 판단되는 경우 구속된 피의자를 석방하는 제도이다.
영국·미국에서의 인신보호절차에서 유래하는 것으로, 본래는 적법절차에 의하지 아니하거나 권한 없는 자에 의하여 불법으로 구속된 자를 구제하기 위하여 법원에 인신보호영장을 신청하는 제도였다. 구속된 피의자 또는 그 변호인·법정대리인·배우자·직계친족·형제자매·호주·가족이나 동거인·고용주는 구속영장의 발부가 법률위반이거나 구속 후 중대한 사정변경이 있어 구속을 계속할 필요가 없을 때에는 관할법원에 구속의 적부를 청구할 수 있다. 피구속자 또는 관계인의 청구가 있으면, 법관이 즉시 본인과 변호인이 출석한 공개법정에서 구속의 이유(주거부정, 증거인멸의 염려, 도피 등)을 밝히도록 하고, 구속의 이유가 부당하거나 적법한 것이 아닐 때에는, 법관이 직권으로 피구속자를 석방하게 하는 제도를 말한다. 피의자의 석방제도라는 점에서 피고인의 석방제도인 보석제도와 다르다.

## 같이 보기
- 구속영장실질심사제
- 구속적부심사청구서

- 보석제도